# میو گوتو
میو گوتو (انگلیسی: Miu Goto؛ زادهٔ ۲ مارس ۲۰۰۱)  بازیکن سافت‌بال اهل ژاپن است.